# Accords de Bicesse

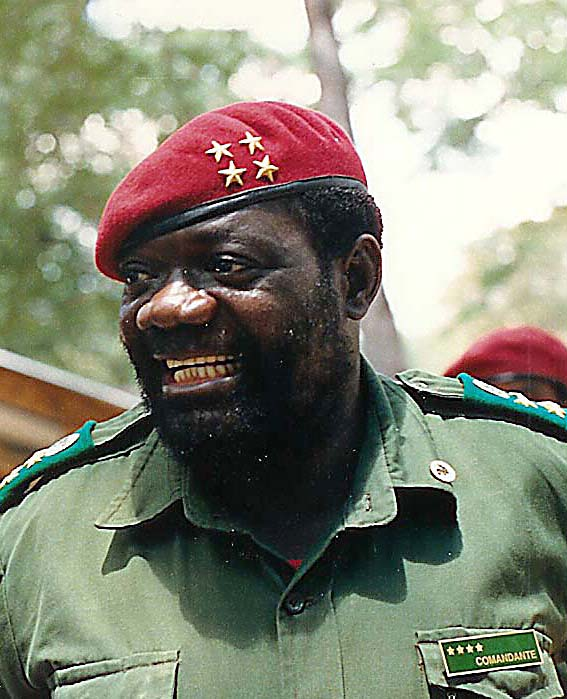
Jonas Savimbi, fondateur de l'UNITA et signataire des accords.

Les accords de Bicesse  ont été signés à Estoril (Portugal) le 31 mai 1991 par le président angolais José Eduardo dos Santos et le chef et fondateur de l'UNITA Jonas Savimbi dans le cadre de la résolution de la guerre civile angolaise. Malgré ces accords, la guerre civile n'a cessé qu'en 2002.
Le document stipulait que les premières élections libres et démocratiques se tiendraient en Angola, sous la supervision des Nations unies, et que toutes les forces belligérantes seraient intégrées dans les Forces armées angolaises (FAA).
Les accords prévoyaient, en ce qui concerne les questions militaires, le rétablissement du cessez-le-feu dans le pays, le retrait, le cantonnement et la démilitarisation de toutes les forces militaires de l'UNITA, le désarmement de l'ensemble de la population civile et l'achèvement de la formation des FAA, y compris la démobilisation de la police.(1)